# 北京豊台駅
北京豊台駅（ペキンほうだいえき）は、中華人民共和国北京市豊台区に位置する、中国国家鉄路集団（CR）と北京地下鉄の駅である。
2010年6月20日から旅客輸送サービスを停止して、改造が行われている。改造後は北京西駅の補助駅として高速鉄道線が乗り入れる。
2021年年末に「北京豊台駅」に改称された。2022年6月20日、旅客輸送サービスが再開した。

## 利用可能な鉄道路線
中国国家鉄路集団
京広線
京滬線
京原線
豊沙線
豊双線
京広高速鉄道
北京地下鉄
■10号線

## 歴史
- 1896年 - 開業。
- 2013年5月5日 - 北京地下鉄10号線開業。
- 2021年 - 「北京豊台駅」に改称。
- 2022年6月20日 - 旅客輸送サービスが再開した。
- 2022年12月31日 - 北京地下鉄16号線開業。

## 駅構造

### 北京地下鉄
地下1階に43.9米の改札階コンコース、地下2階に長さ224メートル、総面積が2.6平方メートルの島式ホームがある。

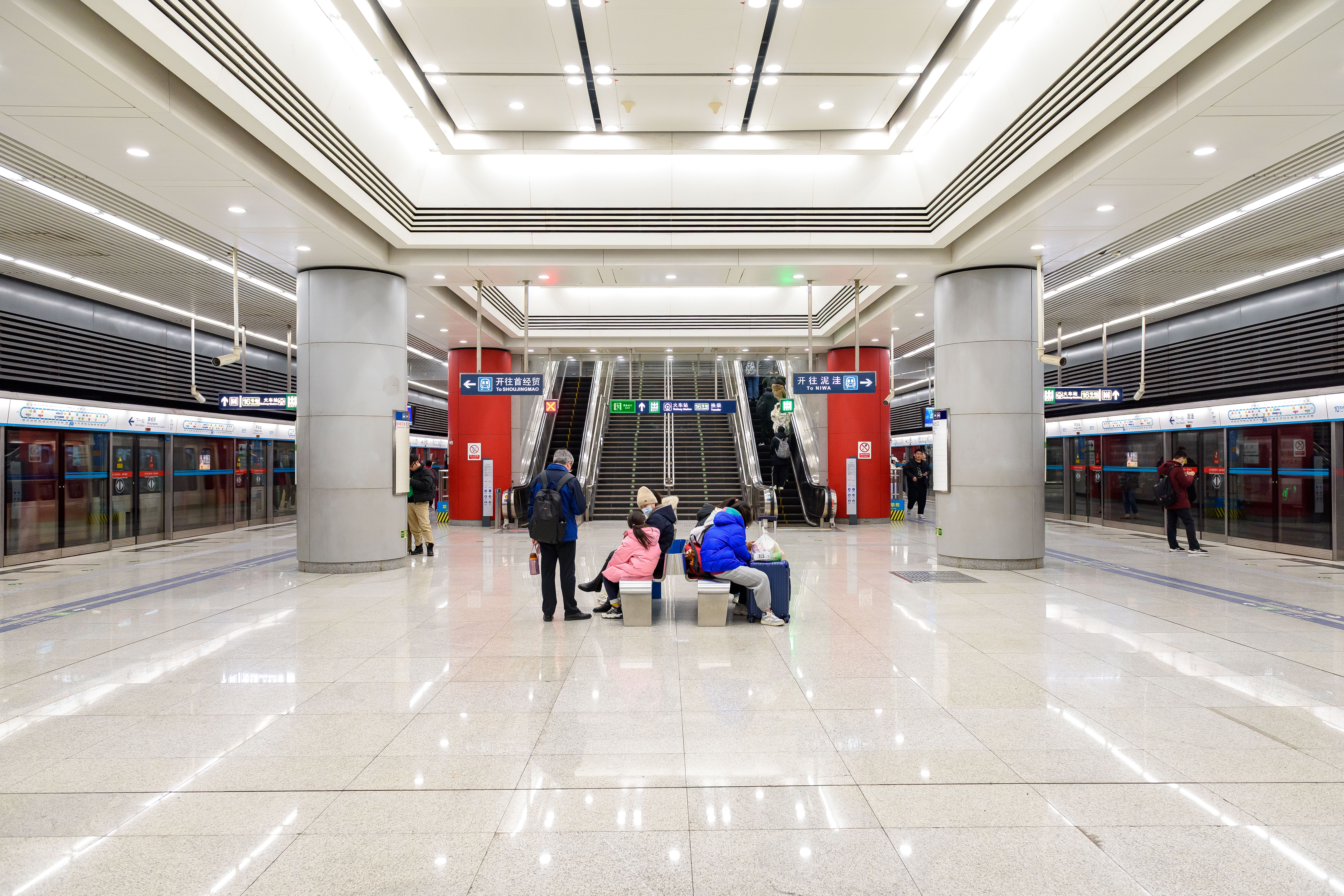
10号線ホーム
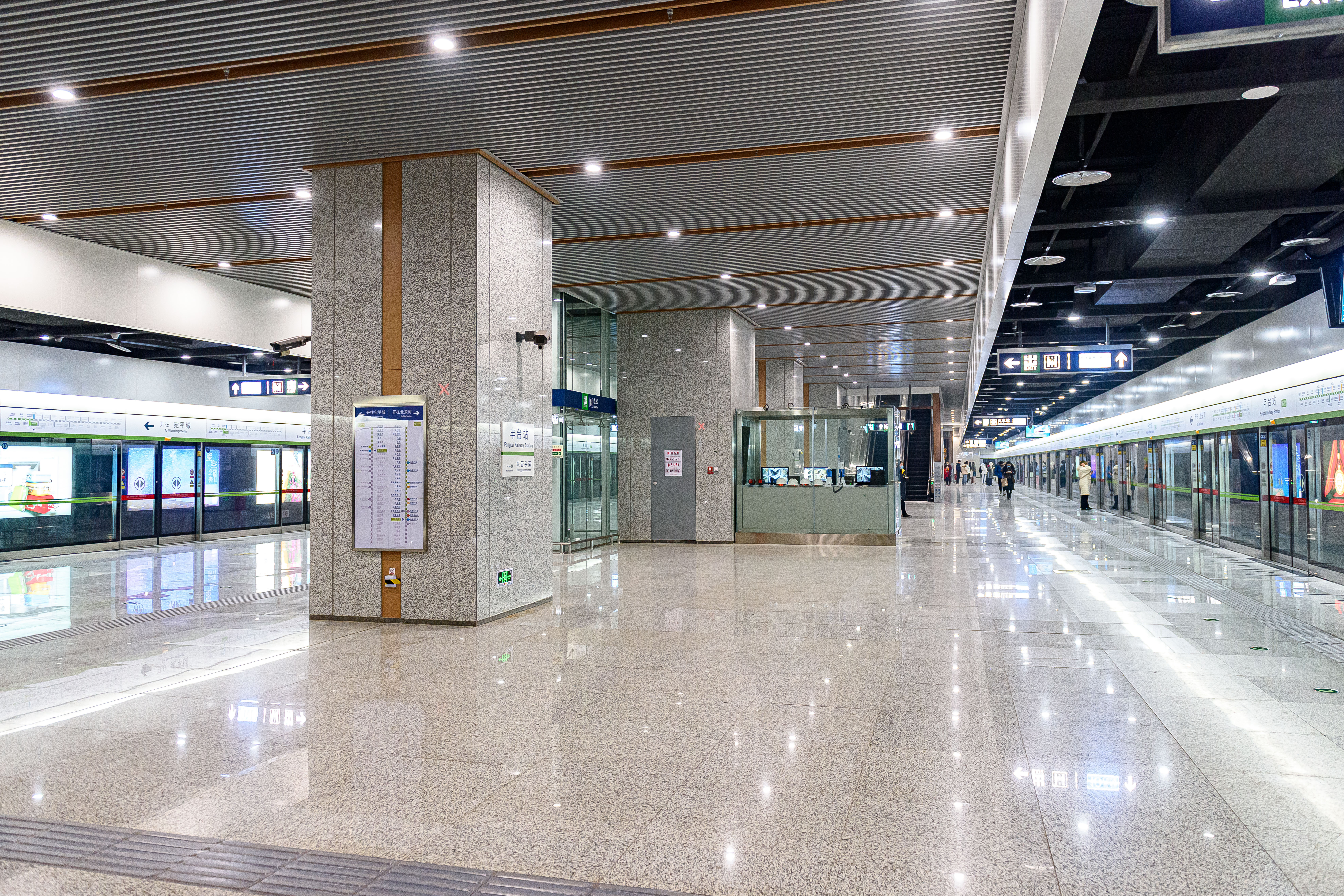
16号線ホーム

## 駅周辺
- 正陽北里農貿市場
- 豊台区興隆中医医院
- 同修堂薬房

## 隣の駅
中国国家鉄路集団
京広線
北京豊台駅 - 長辛店駅
京滬線
北京南駅 - 北京豊台駅 - 黄土坡駅
京原線
北京南駅 - 北京豊台駅 - 石景山南駅
豊沙線
北京南駅 - 北京豊台駅 - 石景山南駅
豊双線
豊台西駅 - 北京豊台駅
北京地下鉄
■10号線
首経貿駅 - 豊台駅 - 泥窪駅
■16号線
東管頭南駅 - 豊台駅 - 豊台南路駅